# 小行星5340
小行星5340（5340 Burton）是一颗绕太阳运转的小行星，为主小行星带小行星。该小行星于1960年9月24日发现。

## 轨道参数
小行星5340的轨道半长轴为3.0855021 UA，离心率为0.131。